# Índio gigante

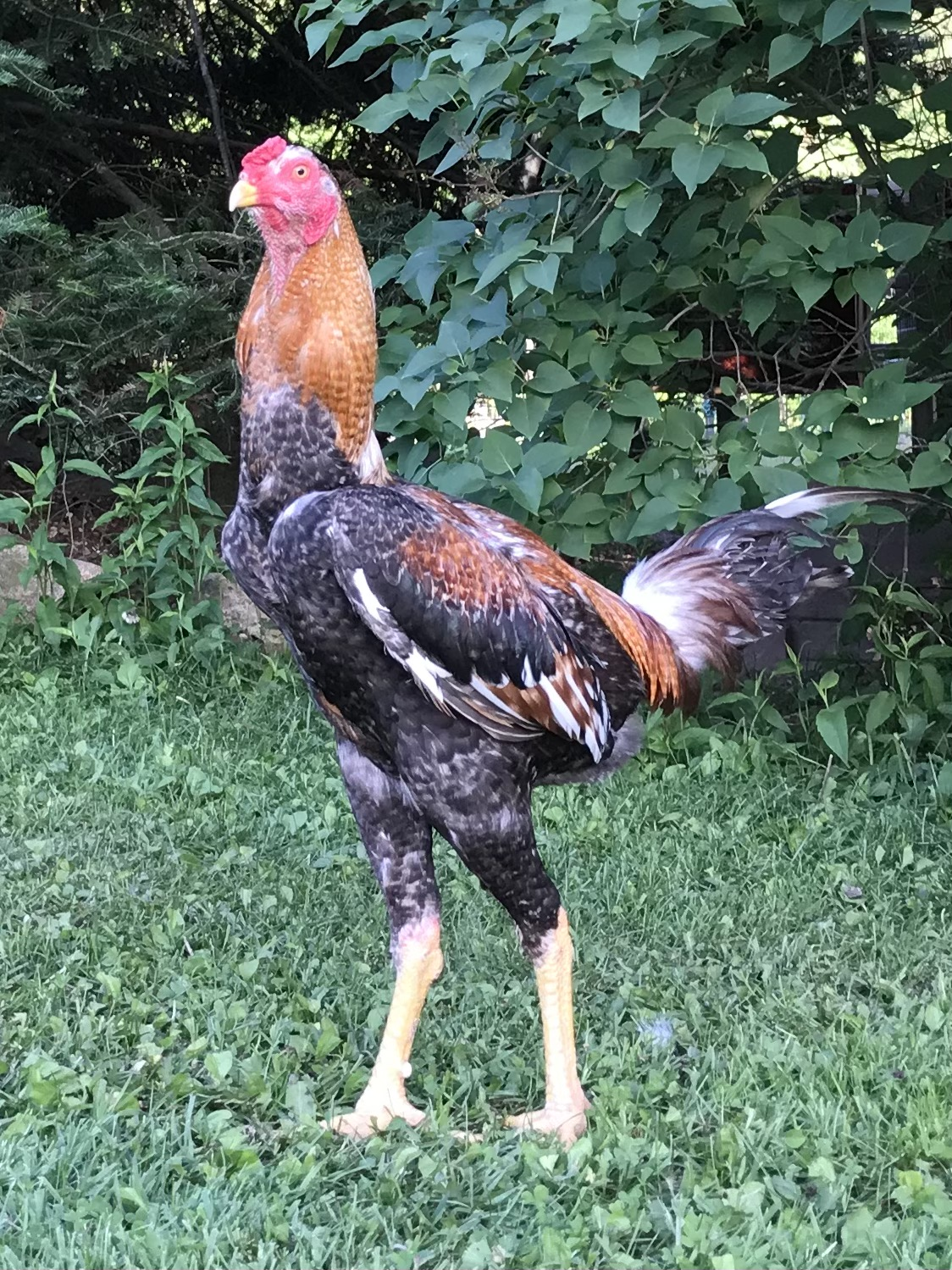
Exemplo de galo índio gigante.

O galo índio gigante, também conhecido como Índio gigante, é uma raça de galo doméstico desenvolvida no Brasil através de seleção artifical. Dentro do gênero Gallus, este é o de maior tamanho e está entre os de maior peso no mundo. Passa facilmente de 1 metro de altura .

## História
O índio gigante surgiu no Brasil do cruzamento de galos de rinha com galinhas caipiras e outras raças de galinhas. Com o tempo os criadores foram selecionando os maiores exemplares até chegar nos animais atuais. Atualmente a raça tem padrão definido e uma associação nacional de criadores para melhor organizar a criação da raça no território nacional e trabalhar no seu melhoramento genético.

## Padrão
Para ser considerado um índio gigante o galo deve ter no mínimo 105 centímetros (1,05 metros) com peso mínimo de 4,5 quilos adulto e a galinha no mínimo 95 centímetros com peso mínimo de 3 quilos adulta. Atualmente o tamanho médio dos machos está por volta de 1,20 metros, podendo alcançar até 1,31 metros. Além destas características mais marcantes e visíveis, existem características como plumagem, bico, etc, que devem ser observadas de acordo com o padrão oficial. Por exemplo, há preferência da barbela (pele do pescoço) única e não dupla e o animal deve ter um corpo bem ereto, não curvo, aparentando excelente postura e saúde. Sua cor também é variada.
A medição do tamanho do animal é feita da ponta da unha do dedo médio da pata até a ponta do bico segurando o galináceo de modo que fique totalmente esticado, normalmente na horizontal, pois nesta posição ele costuma ficar calmo e é mais fácil a medição.

## Variedades
Dentro da raça Índio Gigante surgiram 3 variedades, além dos animais comuns da raça:
Urubu gigante: são animais totalmente pretos com muita pigmentação. A face, as pernas, a crista, as barbelas são totalmente pretas.
Polaca gigante: se trata de animais cuja característica é o "pescoço pelado".
Raçudo gigante: variedade obtida ao cruzar índio gigante com galinhas de bico curto, para obter animais com esta característica. O bico curto gera um aspecto estético agradável a muitos criadores dando a impressão dos animais terem uma cabeça "redonda".

## Utilidade
O índio gigante tem sido usado para cruzar com galinhas sem raça ou de outras raças para produzir mestiços de maior peso, sendo abatidos para consumo próprio ou para serem vendidos por maior valor. No momento os criadores não produzem animais da própria raça para serem abatidos em massa atendendo alguma demanda de mercado em específico, visto que o comércio de animais da própria raça é aquecido e muito significativo financeiramente, com animais que podem chegar a custar mais de 200 mil reais (5 mil já é comum). Este valor é diretamente relacionado ao tamanho e alinhamento do animal, quanto maior e com melhor postura da estrutura física da ave, mais caro pode custar, portanto animais considerados os melhores da raça costumam ser muito valorizados. A tendência com o decorrer do tempo, por conta da seleção e valorização de animais cada vez maiores, é o desenvolvimento de galináceos ainda maiores e pesados, pois o padrão não limita os animais a uma altura e peso máximos. Com a massificação do índio gigante pelo Brasil pode ser que um dia a raça seja usada para produções industriais em larga escala disponibilizando a carne deles para consumo como já acontece com as raças industriais.

## Problemas de saúde
Os criadores atualmente têm focado principalmente em dois aspectos na raça: tamanho e saúde. Mas existem problemas relatados com a raça devido ao seu tamanho e peso, sendo parte dos problemas oriundos de manejo, outros de origem genética ou ambos. Um deles é a conhecida "perna bamba", onde a ave não consegue se manter de pé, segundo os criadores este problema é relacionado ao manejo, aves não alimentadas adequadamente na sua fase de crescimento não desenvolve sua estrutura óssea de maneira adequada e acabam crescendo "fracas", sendo que o tratamento é fornecer à ave alimentação e complemento vitamínico correto para fortalecer os ossos. Outro problema relatado são os calos nos pés, algumas aves são naturalmente mais propensas a terem calos nos pés, neste caso o que se recomenda é que se trate o calo e, as que são naturalmente mais propensas a terem calos, não devem ser criadas soltas para evitar o agravamento do problema. Problema de alinhamento, de postura do animal, também ocorre, algumas vezes de origem genética ou de manejo. Quando a origem é genética, não há muito o que fazer, o recomendado é que tal ave não seja usada na reprodução para não passar tal característica adiante, já quando a postura inadequada é por manejo inadequado (ave gorda por excesso de alimento, por exemplo), normalmente uma dieta equilibrada faz ela voltar a seu peso ideal voltando a ter uma postura saudável.